# گئورگی شاهنازاروف
گئورگی شاهنازاروف (ارمنی: Գեորգի Շահնազարով؛ ۴ اکتبر ۱۹۲۴ – ۱۵ مهٔ ۲۰۰۱) سیاست‌مدار عضو حزب کمونیست اتحاد شوروی، و نویسنده اهل ارمنستان بود. وی برندهٔ جوایزی همچون جایزه دولتی اتحاد شوروی شده‌است. وی پدر کارن شاخنازاروف بود. وی از سال ۱۹۸۹ عضو آکادمی علوم روسیه بود. گئورگی شاهنازاروف در زمان خدمت در ارتش سرخ در جریان جنگ جهانی دوم علیه نازیسم در اوکراین، بلاروس و کشورهای حوزه دریای بالتیک جنگید. در سال ۱۹۹۳ شاهنازاروف خاطرات خویش را از سال‌های حکومت گورباچف در کتابی تحت عنوان Tsena svobody: reformatsiia Gorbacheva glazami ego pomoshchnika (The Price of Freedom: Gorbachev's Reformation through the Eyes of His Aide به چاپ رساند. وی در گورستان ترویکوروفسکوی به خاک سپرده شد.